# Liste der Eisenbahntunnel in Sachsen
Die Liste der Eisenbahntunnel in Sachsen führt alle Eisenbahntunnel öffentlicher Eisenbahnstrecken auf, die auf dem Territorium des Freistaats Sachsen liegen. Enthalten sind auch alle bahnbetrieblich ungenutzten und abgetragenen Tunnel.
| Name                               | Länge  | Bild | Strecke                                               | Inbetriebnahme     | Anmerkung                                                      |
| ---------------------------------- | ------ | ---- | ----------------------------------------------------- | ------------------ | -------------------------------------------------------------- |
| City-Tunnel Leipzig                | 3609 m |      | Leipzig Bayer Bf–Leipzig Nord (km 4,4)                | 15. Dezember 2013  | S-Bahn-Tunnel, zwei parallele Röhren                           |
| Tunnel Flughafen                   | 0596 m |      | Dresden-Klotzsche–Dresden Flughafen (km 2,80)         | 25. März 2001      | S-Bahn-Tunnel                                                  |
| Tunnel Gleisberg (Gleisbergtunnel) | 0539 m |      | Heidenau–Kurort Altenberg (Erzgeb) (km 20,815)        | 23. Dezember 1938  |                                                                |
| Tunnel Oberau (Oberauer Tunnel)    | 0513 m |      | Leipzig Hbf–Dresden-Neustadt (km 92,940)              | 7. April 1839      | 1933 wegen Profileinschränkungen abgetragen                    |
| Tunnel VII (Mühltunnel)            | 0376 m |      | Bautzen–Bad Schandau (km 61,750)                      | 1. Juli 1877       |                                                                |
| Tunnel Elsterberg                  | 0357 m |      | Gera Süd–Weischlitz (km 36,449)                       | 8. September 1875  |                                                                |
| Tunnel Niederschlema               | 0347 m |      | Schwarzenberg (Erzgeb)–Zwickau (Sachs) Hbf (13,489)   | 1. Dezember 1900   |                                                                |
| Tunnel Bockau                      | 0296 m |      | Chemnitz–Adorf (Vogtl) (56,180)                       | 7. September 1875  | seit 1997 außer Betrieb, Nachnutzung als Fahrradweg            |
| Tunnel Brückenmühle (Pilztunnel)   | 0292 m |      | Heidenau–Kurort Altenberg (Erzgeb) (km 18,178)        | 23. Dezember 1938  |                                                                |
| Tunnel Rochsburg                   | 0290 m |      | Glauchau (Sachs)–Wurzen (km 25,02)                    | 10. Mai 1875       |                                                                |
| Tunnel Cotta                       | 0256 m |      | Pirna Süd–Großcotta (km 8,565)                        | 21. März 1894      | seit 1963 außer Betrieb, heute vermauert                       |
| Tunnel Weesenstein                 | 0240 m |      | Heidenau–Kurort Altenberg (Erzgeb) (km 6,095)         | 23. Dezember 1938  |                                                                |
| Tunnel Brückenberg                 | 0231 m |      | Johanngeorgenstadt–Schwarzenberg (Erzgeb) (km 16,515) | 1950               |                                                                |
| Tunnel Geising                     | 0236 m |      | Heidenau–Kurort Altenberg (Erzgeb) (km 32,278)        | 23. Dezember 1938  |                                                                |
| Tunnel Mohsdorf                    | 0222 m |      | Wechselburg–Küchwald (km 9,441)                       | 30. Juni 1902      | seit 2000 außer Betrieb, Nachnutzung für Fahrradweg            |
| Verkehrstunnel I                   | 0206 m |      | Leipzig Hbf Ost–Leipzig Hbf West (km 0,2)             | 1912               | seit 2004 außer Betrieb, teilweise abgetragen                  |
| Tunnel Barthmühle                  | 0205 m |      | Gera Süd–Weischlitz (km 45,1)                         | 8. September 1875  |                                                                |
| Tunnel Köttewitz                   | 0198 m |      | Heidenau–Kurort Altenberg (Erzgeb) (km 5,420)         | 23. Dezember 1938  |                                                                |
| Verkehrstunnel II                  | 0177 m |      | Leipzig Hbf Ost–Leipzig Hbf West (km 0,2)             | 1917               | seit 2013 außer Betrieb, abgetragen                            |
| Tunnel Pfaffenberg                 | 0169 m |      | Riesa–Chemnitz Hbf (km 35,71)                         | 1. September 1852  | Einschnittsüberdeckung, 1987–1990 abgetragen                   |
| Tunnel I                           | 0146 m |      | Bautzen–Bad Schandau (km 49,696)                      | 1. Juli 1877       |                                                                |
| Tunnel Sommerberg (Saalbachtunnel) | 0128 m |      | Riesa–Chemnitz Hbf (30,361)                           | 1. September 1852  | Einschnittsüberdeckung, 1985–1987 abgetragen                   |
| Tunnel Auerswalde                  | 0125 m |      | Wechselburg–Küchwald (km 17,116)                      | 30. Juni 1902      | seit 2000 außer Betrieb, Nachnutzung für Fahrradweg            |
| Tunnel Edle Krone                  | 0122 m |      | Dresden–Abzw Werdau Bogendreieck (km 18,198)          | 11. August 1862    | Tunnelprofil 1962–1966 für Elektrifizierung aufgeweitet        |
| Tunnel Kamenz                      | 0116 m |      | Kamenz (Sachs)–Pirna (km 0,913)                       | 30. September 1871 | Einschnittsüberdeckung                                         |
| Tunnel IV                          | 0108 m |      | Bautzen–Bad Schandau (km 53,614)                      | 1. Juli 1877       |                                                                |
| Tunnel Schlossberg                 | 0103 m |      | Johanngeorgenstadt–Schwarzenberg (Erzgeb) (km 16,274) | 20. September 1883 | 1950 infolge Streckenneutrassierung außer Betrieb              |
| Tunnel Schönheiderhammer           | 0102 m |      | Chemnitz–Adorf (Vogtl) (km 70,3)                      | 7. September 1875  | seit 1975 außer Betrieb, durch Talsperre Eibenstock überflutet |
| Tunnel Bärenstein (Kühbergtunnel)  | 094 m  |      | Vejprty–Annaberg-Buchholz unt Bf (km 1,850)           | 3. August 1872     | Einschnittsüberdeckung                                         |
| Tunnel III                         | 093 m  |      | Bautzen–Bad Schandau (km 53,014)                      | 1. Juli 1877       |                                                                |
| Tunnel V                           | 091 m  |      | Bautzen–Bad Schandau (km 54,746)                      | 1. Juli 1877       |                                                                |
| Tunnel II                          | 089 m  |      | Bautzen–Bad Schandau (km 52,709)                      | 1. Juli 1877       |                                                                |
| Tunnel Rentzschmühle               | 088 m  |      | Gera Süd–Weischlitz (km 39,792)                       | 8. September 1875  |                                                                |
| Tunnel Harrasfelsen (Harrastunnel) | 085 m  |      | Roßwein–Niederwiesa (km 32,62)                        | 1. März 1869       | Tunneleinsturz 1913                                            |
| Tunnel Görlitz (Blockhaustunnel)   | 076 m  |      | Görlitz–Hagenwerder (km 208,7)                        | 1. Juni 1875       | Einschnittsüberdeckung                                         |
| Tunnel VI                          | 077 m  |      | Bautzen–Bad Schandau (km 55,222)                      | 1. Juli 1877       |                                                                |
| Tunnel I (Schwarzbergtunnel)       | 063 m  |      | Goßdorf-Kohlmühle–Hohnstein (km 1,494)                | 30. April 1897     | seit 1951 außer Betrieb, heute Wanderweg                       |
| Tunnel Felsenkeller                | 056 m  |      | Dresden–Abzw Werdau Bogendreieck (km 3,70)            | 28. Juni 1855      | 1895 abgetragen                                                |
| Tunnel Harthau                     | 046 m  |      | Zwönitz–Chemnitz Süd (km 31,231)                      | 1. Oktober 1895    |                                                                |
| Tunnel II (Maulbergtunnel)         | 037 m  |      | Goßdorf-Kohlmühle–Hohnstein (km 2,674)                | 30. April 1897     | seit 1951 außer Betrieb, heute Wanderweg                       |
| Tunnel Buchholz                    | 029 m  |      | Vejprty–Annaberg-Buchholz unt Bf (km 18,205)          | 3. August 1872     | Einschnittsüberdeckung                                         |
| Tunnel Einsiedlerfelsen            | 017 m  |      | Freital-Hainsberg–Kurort Kipsdorf (km 3,17)           | 1. November 1882   | 1905 abgetragen                                                |